# Manuel Liguori
Manuel Liguori (* 18. Februar 1980 in Nassau (Lahn)) ist ein deutscher Politiker (SPD). Seit 2019 ist er Stadtbürgermeister von Nassau und seit 2022 Abgeordneter im Landtag Rheinland-Pfalz.

## Leben
Liguori besuchte von 1986 bis 1991 die Freiherr-vom-Stein-Grundschule Nassau. 1996 legte er an der Hauptschule Nassau seinen Abschluss ab. Daraufhin machte er eine Lehre zum Maler und Lackierer, die er 1999 als Jahrgangsbester abschloss. Anschließend besuchte er das Wirtschaftsgymnasium an der Nicolaus-August-Otto-Schule in Diez und legte 2002 das Abitur ab. Von 2002 bis 2003 absolvierte er seinen Zivildienst beim Jugendzentrum CVJM in Mannheim. Von 2003 bis 2010 studierte er Wirtschaftswissenschaft, Evangelische Theologie und Wirtschaftspädagogik an der Johannes Gutenberg-Universität Mainz. Er schloss das Studium als Diplom-Handelslehrer ab. Von 2008 bis 2010 war er als Mitarbeiter im Referat Personalservice und -entwicklung an der Johannes Gutenberg-Universität Mainz tätig. Von 2010 bis 2012 absolvierte er das Lehramtsreferendariat am staatlichen Studienseminar Neuwied. Von 2012 bis 2014 war er Lehrer an der berufsbildenden Schule Boppard. Von 2014 bis zu seinem Einzug in den Landtag 2022 war er als Lehrer an der berufsbildenden Schule Nicolaus-August-Otto-Schule in Diez tätig.
Liguori ist evangelisch, verheiratet und hat ein Kind.

## Politik
Liguori ist seit 2005 Mitglied der SPD. Er wurde bei den Kommunalwahlen in Rheinland-Pfalz 2014 in den Stadtrat von Nassau gewählt. Von 2017 bis 2024 war er Vorsitzender des SPD-Ortsvereins in Nassau. Am 16. Juni 2019 wurde er mit 70,5 Prozent der Stimmen zum Stadtbürgermeister von Nassau gewählt. Er trat das Amt am 9. Juli 2019 an und folgte Armin Wenzel (CDU) nach. Bei der Kommunalwahl 2024 wurde er mit 81,70 Prozent der abgegebenen Stimmen wiedergewählt. Außerdem ist er seit 2024 Kreisvorsitzender der SPD Rhein-Lahn.
Bei der Landtagswahl in Rheinland-Pfalz 2021 kandidierte er als Ersatzbewerber von Jörg Denninghoff im Wahlkreis Diez/Nassau. Nachdem Denninghoff zum Landrat des Rhein-Lahn-Kreises gewählt worden war, legte dieser sein Landtagsmandat nieder. Liguori rückte am 15. Juli 2022 für Denninghoff in den Landtag nach.